# Самусев, Фёдор Кононович
Фёдор Кононович Самусев (9 марта 1927, деревня Шапщицы — 29 сентября 2000, Минск) — бригадир кузнецов Минского тракторного завода Министерства тракторного и сельскохозяйственного машиностроения СССР, Белорусская ССР. Герой Социалистического Труда (1966).

## Биография
Родился 9 марта 1927 года в крестьянской семье в деревне Шапщицы (сегодня — Рогачёвский район Гомельской области). Подростком был учеником у своего родственника, который работал в кузнице. Окончил семилетнюю школу. С 40-х годов трудился разнорабочим, помощником комбайнёра в местном колхозе. После срочной службы в Советской Армии переехал в Минск, где устроился в кузнечный цех Минского тракторного завода. Обучался кузнечному делу в Горьком. С 1964 года — бригадир кузнецов.
Бригада Фёдора Самусева ежегодно перевыполняла производственный план от 140 до 200 %, достигнув к 60-м годам выработки от восьмидесяти до шестисот коленчатых валов за смену. Указом Президиума Верховного Совета СССР от 5 августа 1966 года удостоен звания Героя Социалистического Труда с вручением ордена Ленина и золотой медали «Серп и Молот».
В 1978 году выйдя на пенсию, продолжал трудиться наладчиком кузнечно-прессового оборудования. Жил в Минске. Умер 29 сентября 2000 года. Похоронен в Минске на кладбище Колодищи.